# Râul Valea Mare, Crainici
Râul Valea Mare este un curs de apă, afluent al râului Crainici.